# کراوشویتس
کراوشویتس (به آلمانی: Krauschwitz) یک شهر در آلمان است که در گورلیتس واقع شده‌است. کراوشویتس ۳٬۹۰۰ نفر جمعیت دارد.